# جان لمونت
جان لمونت (انگلیسی: John Lemont؛ ۱۹۱۴ – ۲۰۰۴) کارگردان سینما و تلویزیون اهل کانادا بود. شهر ترسناک (۱۹۶۱) از آثار او است.